# Il diavolo e la signorina Prym
Il diavolo e la signorina Prym (O demônio e a Srtª Prym) è un romanzo di Paulo Coelho, pubblicato nel 2000. In Italia è stato edito nello stesso anno dalla casa editrice Bompiani. 

## Trama
La sfida tra il bene e il male, raccontata attraverso le vicende di un piccolo paese e dei suoi abitanti. Un giorno uno straniero arriva a Viscos con un compagno particolare: "... l'uomo non era come lo aveva immaginato tante volte: i suoi abiti erano consunti dall'uso, aveva i capelli più lunghi del normale e avrebbe dovuto farsi la barba. Era arrivato con un compagno: il diavolo...". Il misterioso straniero turberà la tranquillità del paese con una proposta terribile: vuole scoprire se gli abitanti di un piccolo e tranquillo paese sarebbero disposti a commettere un delitto in cambio della ricchezza. Fin dalle origini il Bene e Il Male vivono una lotta estrema tra loro, l'umanità è condannata a muoversi in questa lotta, e "Il diavolo e la signorina Prym" – scrive lo stesso autore – "si prefigge di trattare questo tema".

## Edizioni
- Paulo Coelho, Il diavolo e la signorina Prym, traduzione di Rita Desti, Bompiani, 2000,  p. 170, ISBN 88-452-4700-7.

Il diavolo e la signorina Prym, Milano, La nave di Teseo, 2017. ISBN 978-8893443227